# Gran Premio motociclistico d'Olanda 2021
Il Gran Premio motociclistico d'Olanda 2021 è stato la nona prova su diciotto del motomondiale 2021, disputato il 27 giugno sul TT Circuit Assen. Le vittorie nelle quattro classi sono andate rispettivamente a: Fabio Quartararo in MotoGP, Raul Fernández in Moto2, Dennis Foggia in Moto3 e Eric Granado in MotoE.

## MotoGP
Garrett Gerloff, pilota statunitense impegnato nel mondiale Superbike con GRT Yamaha, fa il suo esordio nel motomondiale per sostituire Franco Morbidelli alla guida della Yamaha YZR-M1 del team Petronas.

### Arrivati al traguardo
| Pos. | Nº | Pilota            | Squadra                     | Motocicletta       | Giri | Tempo     | Griglia | Punti |
| ---- | -- | ----------------- | --------------------------- | ------------------ | ---- | --------- | ------- | ----- |
| 1º   | 20 | Fabio Quartararo  | Monster Energy Yamaha       | Yamaha YZR-M1      | 26   | 40'35.031 | 2º      | 25    |
| 2º   | 12 | Maverick Viñales  | Monster Energy Yamaha       | Yamaha YZR-M1      | 26   | +2.757    | 1º      | 20    |
| 3º   | 36 | Joan Mir          | Suzuki Ecstar               | Suzuki GSX-RR      | 26   | +5.760    | 10º     | 16    |
| 4º   | 5  | Johann Zarco      | Pramac Racing               | Ducati Desmosedici | 26   | +6.130    | 5º      | 13    |
| 5º   | 88 | Miguel Oliveira   | Red Bull KTM Factory Racing | KTM RC16           | 26   | +8.402    | 6º      | 11    |
| 6º   | 63 | Francesco Bagnaia | Ducati Lenovo               | Ducati Desmosedici | 26   | +10.035   | 3º      | 10    |
| 7º   | 93 | Marc Márquez      | Repsol Honda                | Honda RC213V       | 26   | +10.110   | 20º     | 9     |
| 8º   | 41 | Aleix Espargaró   | Aprilia Racing Team Gresini | Aprilia RS-GP      | 26   | +10.346   | 9º      | 8     |
| 9º   | 30 | Takaaki Nakagami  | LCR Honda Idemitsu          | Honda RC213V       | 26   | +12.225   | 4º      | 7     |
| 10º  | 44 | Pol Espargaró     | Repsol Honda                | Honda RC213V       | 26   | +18.565   | 11º     | 6     |
| 11º  | 42 | Álex Rins         | Suzuki Ecstar               | Suzuki GSX-RR      | 26   | +21.372   | 7º      | 5     |
| 12º  | 33 | Brad Binder       | Red Bull KTM Factory Racing | KTM RC16           | 26   | +21.676   | 21º     | 4     |
| 13º  | 9  | Danilo Petrucci   | Tech 3 KTM Factory Racing   | KTM RC16           | 26   | +27.783   | 18º     | 3     |
| 14°  | 73 | Álex Márquez      | LCR Honda Castrol           | Honda RC213V       | 26   | +29.772   | 16°     | 2     |
| 15º  | 23 | Enea Bastianini   | Esponsorama Racing          | Ducati Desmosedici | 26   | +32.785   | 19º     | 1     |
| 16°  | 32 | Lorenzo Savadori  | Aprilia Racing Team Gresini | Aprilia RS-GP      | 26   | +37.573   | 15°     |       |
| 17º  | 31 | Garrett Gerloff   | Petronas Yamaha SRT         | Yamaha YZR-M1      | 26   | +53.213   | 22º     |       |
| 18º  | 10 | Luca Marini       | SKY VR46 Esponsorama        | Ducati Desmosedici | 26   | +1'06.791 | 17º     |       |

### Ritirati
| Nº | Pilota          | Squadra                   | Motocicletta       | Giri | Griglia |
| -- | --------------- | ------------------------- | ------------------ | ---- | ------- |
| 27 | Iker Lecuona    | Tech 3 KTM Factory Racing | KTM RC16           | 18   | 13º     |
| 43 | Jack Miller     | Ducati Lenovo             | Ducati Desmosedici | 18   | 8°      |
| 89 | Jorge Martín    | Pramac Racing             | Ducati Desmosedici | 14   | 14º     |
| 46 | Valentino Rossi | Petronas Yamaha SRT       | Yamaha YZR-M1      | 7    | 12º     |

## Moto2
Héctor Garzó, qualificatosi in quinta posizione, non prende parte alla gara a causa della sua positività al Covid-19. Lorenzo Baldassarri salta la gara per via di un infortunio alla mano dopo una caduta al Gran Premio precedente. Il team Forward Racing lo sostituisce con Manuel González.

### Arrivati al traguardo
| Pos. | Nº | Pilota            | Squadra                  | Motocicletta | Giri | Tempo     | Griglia | Punti |
| ---- | -- | ----------------- | ------------------------ | ------------ | ---- | --------- | ------- | ----- |
| 1°   | 25 | Raúl Fernández    | Red Bull KTM Ajo         | Kalex        | 24   | 39'01.832 | 1°      | 25    |
| 2º   | 87 | Remy Gardner      | Red Bull KTM Ajo         | Kalex        | 24   | +1.066    | 2º      | 20    |
| 3°   | 37 | Augusto Fernández | Elf Marc VDS Racing      | Kalex        | 24   | +1.265    | 7°      | 16    |
| 4º   | 22 | Sam Lowes         | Elf Marc VDS Racing      | Kalex        | 24   | +1.879    | 3º      | 13    |
| 5º   | 72 | Marco Bezzecchi   | SKY Racing Team VR46     | Kalex        | 24   | +8.329    | 16º     | 11    |
| 6°   | 79 | Ai Ogura          | Idemitsu Honda Team Asia | Kalex        | 24   | +10.960   | 5°      | 10    |
| 7º   | 9  | Jorge Navarro     | +EGO Speed Up            | Boscoscuro   | 24   | +13.993   | 6º      | 9     |
| 8°   | 97 | Xavi Vierge       | Petronas Sprinta Racing  | Kalex        | 24   | +16.052   | 23°     | 8     |
| 9º   | 23 | Marcel Schrötter  | Liqui Moly Intact GP     | Kalex        | 24   | +16.094   | 13º     | 7     |
| 10º  | 13 | Celestino Vietti  | SKY Racing Team VR46     | Kalex        | 24   | +17.585   | 10º     | 6     |
| 11º  | 35 | Somkiat Chantra   | Idemitsu Honda Team Asia | Kalex        | 24   | +18.286   | 17º     | 5     |
| 12°  | 75 | Albert Arenas     | Aspar Team               | Boscoscuro   | 24   | +18.812   | 15º     | 4     |
| 13º  | 62 | Stefano Manzi     | Flexbox HP40             | Kalex        | 24   | +19.273   | 22º     | 3     |
| 14º  | 12 | Thomas Lüthi      | Pertamina Mandalika SAG  | Kalex        | 24   | +19.649   | 11º     | 2     |
| 15º  | 64 | Bo Bendsneyder    | Pertamina Mandalika SAG  | Kalex        | 24   | +22.162   | 12º     | 1     |
| 16º  | 6  | Cameron Beaubier  | American Racing          | Kalex        | 24   | +22.223   | 24º     |       |
| 17º  | 21 | Alonso López      | +EGO Speed Up            | Boscoscuro   | 24   | +25.569   | 26º     |       |
| 18º  | 96 | Jake Dixon        | Petronas Sprinta Racing  | Kalex        | 24   | +26.245   | 21º     |       |
| 19º  | 11 | Nicolò Bulega     | Federal Oil Gresini      | Kalex        | 24   | +27.323   | 25º     |       |
| 20º  | 42 | Marcos Ramírez    | American Racing          | Kalex        | 24   | +27.463   | 19º     |       |
| 21°  | 24 | Simone Corsi      | MV Agusta Forward Racing | MV Agusta F2 | 24   | +27.638   | 20°     |       |
| 22°  | 18 | Manuel González   | MV Agusta Forward Racing | MV Agusta F2 | 24   | +35.908   | 28°     |       |
| 23º  | 55 | Hafizh Syahrin    | NTS RW Racing GP         | NTS          | 24   | +38.517   | 29º     |       |
| 24º  | 70 | Barry Baltus      | NTS RW Racing GP         | NTS          | 24   | +46.728   | 27º     |       |

### Ritirati
| Nº | Pilota                | Squadra              | Motocicletta | Giri | Griglia |
| -- | --------------------- | -------------------- | ------------ | ---- | ------- |
| 44 | Arón Canet            | Aspar Team           | Boscoscuro   | 19   | 4º      |
| 21 | Fabio Di Giannantonio | Federal Oil Gresini  | Kalex        | 15   | 14º     |
| 16 | Joe Roberts           | American Racing      | Kalex        | 7    | 18º     |
| 14 | Tony Arbolino         | Liqui Moly Intact GP | Kalex        | 0    | 9º      |
| 19 | Lorenzo Dalla Porta   | Italtrans Racing     | Kalex        | 0    | 8º      |

### Non partito
| Nº | Pilota       | Squadra      | Motocicletta | Griglia |
| -- | ------------ | ------------ | ------------ | ------- |
| 40 | Héctor Garzó | Flexbox HP40 | Kalex        | 5º      |

## Moto3
Filip Salač e lo Snipers Team decidono di comune accordo di rescindere il contratto che li legava. Il pilota ceco viene sostituito da Alberto Surra. A causa di un incidente che li ha coinvolti nelle fasi finali della terza sessione di prove libere, Pedro Acosta, Stefano Nepa e Riccardo Rossi non prendono parte alle qualifiche.

### Arrivati al traguardo
| Pos. | Nº | Pilota             | Squadra                     | Motocicletta  | Giri | Tempo     | Griglia | Punti |
| ---- | -- | ------------------ | --------------------------- | ------------- | ---- | --------- | ------- | ----- |
| 1º   | 7  | Dennis Foggia      | Leopard Racing              | Honda NSF250R | 22   | 37'35.287 | 3º      | 25    |
| 2º   | 11 | Sergio García      | Gaviota GasGas Aspar        | Gas Gas       | 22   | +0.078    | 4º      | 20    |
| 3º   | 55 | Romano Fenati      | Sterilgarda Max Racing Team | Husqvarna     | 22   | +0.207    | 2º      | 16    |
| 4º   | 37 | Pedro Acosta       | Red Bull KTM Ajo            | KTM RC 250 GP | 22   | +1.352    | 18º     | 13    |
| 5º   | 24 | Tatsuki Suzuki     | SIC58 Squadra Corse         | Honda NSF250R | 22   | +1.445    | 12º     | 11    |
| 6º   | 17 | John McPhee        | Petronas Sprinta Racing     | Honda NSF250R | 22   | +1.510    | 11º     | 10    |
| 7º   | 40 | Darryn Binder      | Petronas Sprinta Racing     | Honda NSF250R | 22   | +1.338    | 8º      | 9     |
| 8°   | 2  | Gabriel Rodrigo    | Indonesian Racing Gresini   | Honda NSF250R | 22   | +9.095    | 6°      | 8     |
| 9º   | 43 | Xavier Artigas     | Leopard Racing              | Honda NSF250R | 22   | +9.140    | 9º      | 7     |
| 10º  | 52 | Jeremy Alcoba      | Indonesian Racing Gresini   | Honda NSF250R | 22   | +10.383   | 1º      | 6     |
| 11°  | 82 | Stefano Nepa       | BOE Owlride                 | KTM RC 250 GP | 22   | +13.503   | 25°     | 5     |
| 12º  | 28 | Izan Guevara       | Gaviota GasGas Aspar        | Gas Gas       | 22   | +13.555   | 13º     | 4     |
| 13º  | 27 | Kaito Toba         | CIP Green Power             | KTM RC 250 GP | 22   | +21.057   | 5º      | 3     |
| 14º  | 23 | Niccolò Antonelli  | Avintia Esponsorama         | KTM RC 250 GP | 22   | +22.090   | 7º      | 2     |
| 15º  | 53 | Deniz Öncü         | Red Bull KTM Tech 3         | KTM RC 250 GP | 22   | +27.036   | 15º     | 1     |
| 16°  | 22 | Elia Bartolini     | Avintia Esponsorama         | KTM RC 250 GP | 22   | +35.745   | 16º     |       |
| 17º  | 6  | Ryusei Yamanaka    | CarXpert PrüstelGP          | KTM RC 250 GP | 22   | +35.801   | 22º     |       |
| 18°  | 54 | Riccardo Rossi     | BOE Owlride                 | KTM RC 250 GP | 22   | +35.811   | 27°     |       |
| 19°  | 67 | Alberto Surra      | Rivacold Snipers            | Honda NSF250R | 22   | +35.879   | 26°     |       |
| 20°  | 5  | Jaume Masiá        | Red Bull KTM Ajo            | KTM RC 250 GP | 22   | +45.670   | 10°     |       |
| 21°  | 20 | Lorenzo Fellon     | SIC58 Squadra Corse         | Honda NSF250R | 22   | +1'03.492 | 14°     |       |
| 22º  | 66 | Joel Kelso         | CIP Green Power             | KTM RC 250 GP | 22   | +1'03.552 | 19º     |       |
| 23°  | 92 | Yuki Kunii         | Honda Team Asia             | Honda NSF250R | 22   | +1'03.769 | 20°     |       |
| 24º  | 19 | Andi Farid Izdihar | Honda Team Asia             | Honda NSF250R | 22   | +1'03.979 | 24º     |       |
| 25°  | 32 | Takuma Matsuyama   | Honda Team Asia             | Honda NSF250R | 22   | +1'04.137 | 23°     |       |

### Ritirati
| Nº | Pilota           | Squadra                     | Motocicletta  | Giri | Griglia |
| -- | ---------------- | --------------------------- | ------------- | ---- | ------- |
| 31 | Adrián Fernández | Sterilgarda Max Racing Team | Husqvarna     | 13   | 21º     |
| 16 | Andrea Migno     | Rivacold Snipers            | Honda NSF250R | 10   | 17º     |

## MotoE

### Arrivati al traguardo
| Pos. | Nº | Pilota             | Squadra                     | Giri | Tempo     | Griglia | Punti |
| ---- | -- | ------------------ | --------------------------- | ---- | --------- | ------- | ----- |
| 1°   | 51 | Eric Granado       | One Energy Racing           | 7    | 12'10.143 | 1°      | 25    |
| 2º   | 40 | Jordi Torres       | Pons Racing 40              | 7    | +0.844    | 4º      | 20    |
| 3º   | 61 | Alessandro Zaccone | Octo Pramac                 | 7    | +0.925    | 3º      | 16    |
| 4º   | 11 | Matteo Ferrari     | Indonesian E-Racing Gresini | 7    | +1.518    | 6º      | 13    |
| 5º   | 3  | Lukas Tulovic      | Tech 3 E-Racing             | 7    | +2.656    | 2º      | 11    |
| 6°   | 27 | Mattia Casadei     | Ongetta SIC58 Squadracorse  | 7    | +2.692    | 8°      | 10    |
| 7º   | 54 | Fermín Aldeguer    | OpenBank Aspar              | 7    | +2.742    | 7º      | 9     |
| 8º   | 78 | Hikari Ōkubo       | Avant Ajo                   | 7    | +4.728    | 10º     | 8     |
| 9º   | 15 | Yonny Hernández    | Octo Pramac                 | 7    | +4.715    | 16º     | 7     |
| 10º  | 71 | Miquel Pons        | LCR E-Team                  | 7    | +6.652    | 17º     | 6     |
| 11º  | 19 | Corentin Perolari  | Tech 3 E-Racing             | 7    | +6.836    | 9º      | 5     |
| 12°  | 18 | Xavier Cardelús    | Avintia Esponsorama Racing  | 7    | +8.095    | 18°     | 4     |
| 13º  | 21 | Kevin Zannoni      | LCR E-Team                  | 7    | +8.208    | 11º     | 3     |
| 14º  | 9  | Andrea Mantovani   | Indonesian E-Racing Gresini | 7    | +9.155    | 13º     | 2     |
| 15º  | 6  | María Herrera      | OpenBank Aspar              | 7    | +10.270   | 12º     | 1     |
| 16°  | 80 | Jasper Iwema       | Pons Racing 40              | 7    | +23.227   | 14°     |       |
| 17º  | 14 | André Pires        | Avintia Esponsorama Racing  | 7    | +29.349   | 15º     |       |
| 18°  | 77 | Dominique Aegerter | Dynavolt Intact GP          | 7    | +50.109   | 5º      |       |